# Moše Karmel
Moše Karmel (hebrejsky: משה כרמל‎, 17. ledna 1911 – 14. srpna 2003) byl izraelský generál a politik. Osm let vykonával funkci ministra dopravy.

## Biografie
Narodil se ve vesnici Mińsk Mazowiecki ve středním Polsku. Do mandátní Palestiny emigroval v roce 1924, když mu bylo třináct let. Byl zakládajícím členem kibucu Na'an a byl aktivním členem mládežnického hnutí ha-No'ar ha-oved ve-ha-lomed. V letech 1939 až 1941 byl vězněn Brity. Během izraelské války za nezávislost velel brigádě Karmeli, která je především známá díky operaci Chiram.
V roce 1955 byl zvolen za stranu Achdut ha-avoda do třináctého Knesetu a byl jmenován ministrem dopravy. Své poslanecké křeslo obhájil i ve dvou následujících parlamentních volbách v letech 1959 a 1961 a funkci ministra dopravy zastával až do konce funkčního období patnáctého Knesetu v roce 1965. Poté, co se Achdut ha-avoda sloučila s Mapajem v Ma'arach, stal se členem nové strany a svou ministerskou funkci zastával i během funkčního období šestnáctého Knesetu.
Členem Knesetu zůstal až do roku 1977.

## Dílo
Během svého života vydal dvě knihy a to:
- Severní tažení (1949)
- Mezi zdmi (1965)